# Stuckenberg (Lipper Bergland)
Der Stuckenberg ist ein 213,7 m ü. NHN hoher Berg im Osten des ostwestfälischen Herford im Kreis Herford. Auf dem Berg befindet sich der Herforder Bismarckturm. Mit Turm ist er fast ebenso hoch wie der höchste Berg Herfords, der Dornberg.
Der Berg liegt im Herforder Stadtteil Schwarzenmoor nahe der Grenze zu Bad Salzuflen, aber auch unweit der Neustädter Feldmark. Das Waldgebiet rund um den Stuckenberg ist eines der größten Waldgebiete des waldarmen Ravensberger Landes. Er liegt am Rand des Ravensberger Hügellandes und ist bereits Teil des Lipper Berglands. Die Bundesautobahn 2 trennt den Stuckenberg vom Obernberg.
Der Name wurde bereits 1457 als Stukenberg und 1670 als Stuckenberg erwähnt.

## Naturschutzgebiet
Der östliche Teil des Stuckenberges ist Teil des Flora-Fauna-Habitats „Wald nördlich Bad Salzuflen“, welches sich östlich und westlich von der A2 befindet. In dem FFH-Gebiet gibt es viel Alt- und Totholz, welche einen idealen Lebensraum für seltene Spechtenarten und Fledermäusen bieten. Auf dem Stuckenberg kommen sowohl die Bechsteinfledermaus, als auch das Große Mausohr und auch die Teichfledermaus vor. Von den Spechtarten leben dort der
Mittelspecht und der Schwarzspecht.

## Wanderweg
Der Hansaweg verläuft über den Höhenzug des Stuckenberges.

## Waldschäden

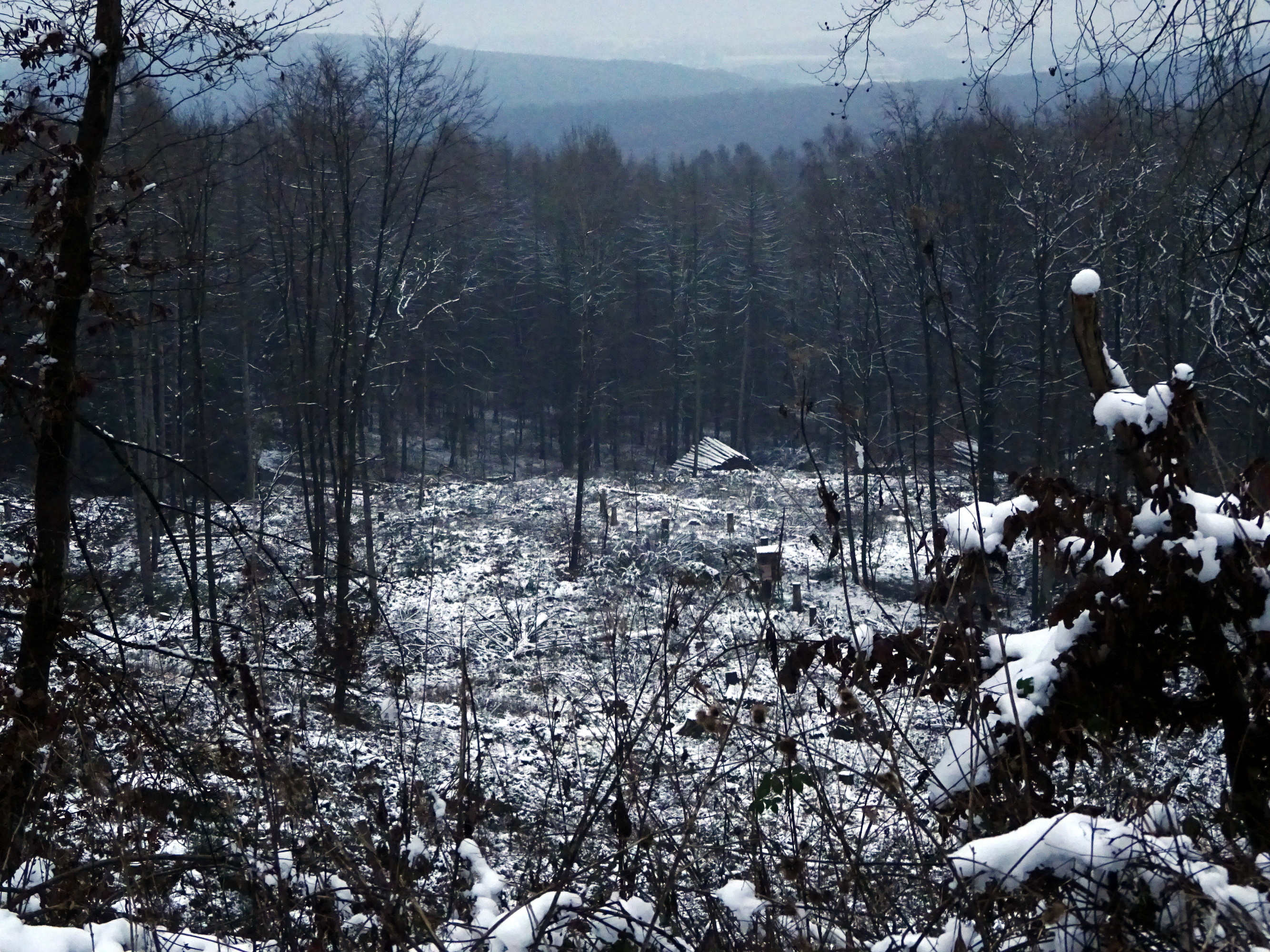
Fichtenkahlschlag auf dem Stuckenberg

Durch das Sturmtief Friederike wurden Teile des Waldes stark beschädigt. Der darauffolgende trockene Sommer und der Borkenkäfer führte zu weiteren Schäden, so das ganze Fichtenbestände gefällt werden mussten.

## Nationalsozialismus
Nach der Machtergreifung der Nationalsozialisten setzte die Stadt Herford 1933 eine Hilfspolizei ein, die Schießübungen fanden auf dem Stuckenberg statt.
Der Platz vor dem Bismarckturm wurde vor allem von der Hitlerjugend für Aufmärsche und Sportveranstaltungen benutzt.

## Schnitzereien

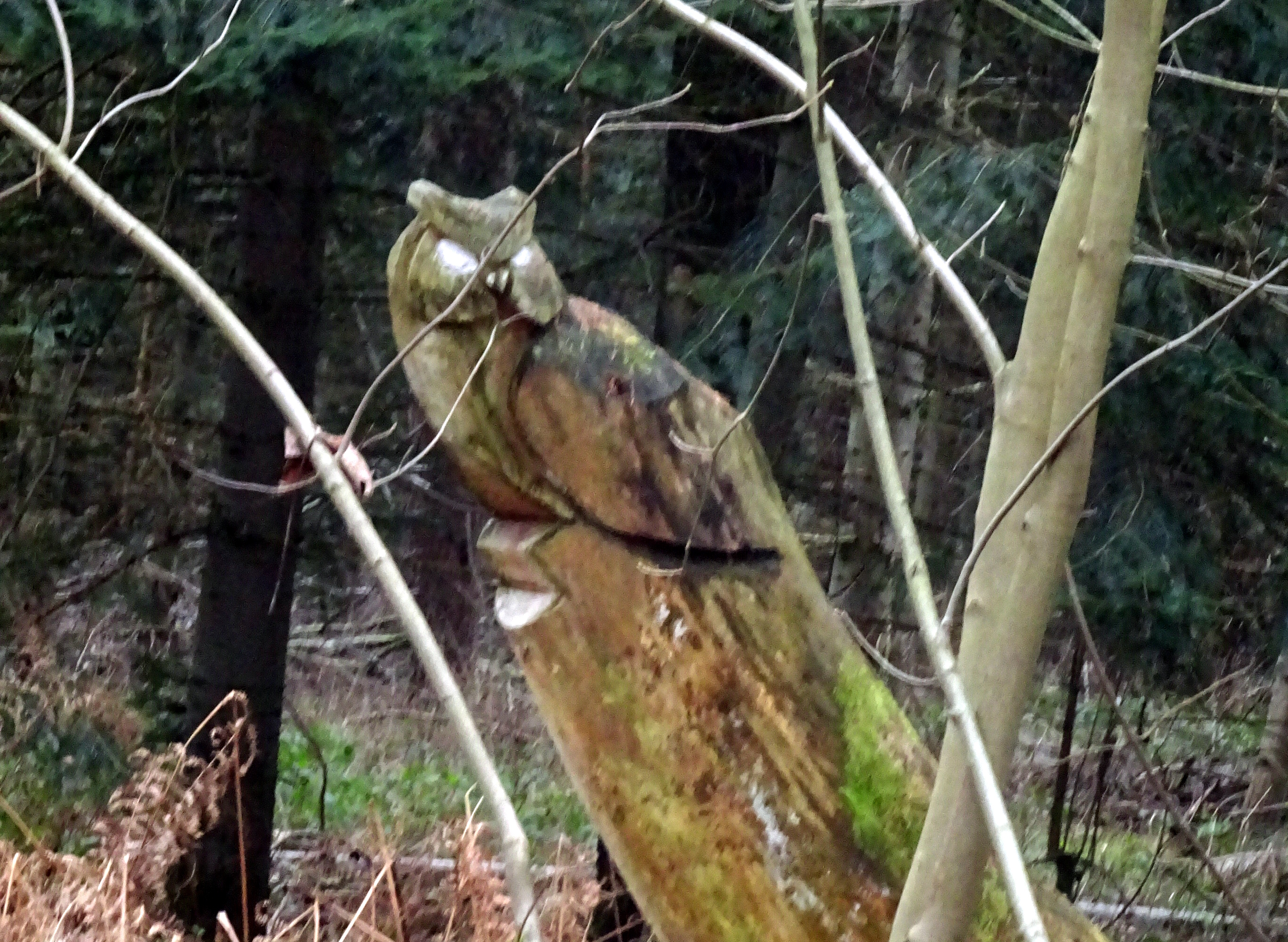
Eine mittels Speedcarving geschnitzte Eule auf dem Stuckenberg

Der Förster Carsten Bölts hat auf dem Stuckenberg etliche Speedcarving Schnitzereien hinterlassen.

## Trivia
Der Schlagersänger Gunter Gabriel stürzte 2017 in dem am östlichen Rand des Stuckenbergs gelegenen Hotel Waldesrand eine Treppe hinunter und verstarb an den Folgen zwei Wochen später in einem Krankenhaus in Hannover.